# 達達利亞

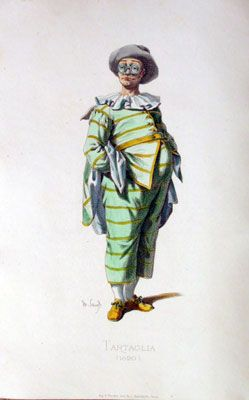
Maurice Sand, "Tartaglia the stutterer (1650)". 最初發表於 Masques et bouffons, une histoire illustrée de la comédie italienne (1862).

達達利亞 （義大利語 ： "Tartaglia"，口吃者） 是義大利即興喜劇中的角色，是個睿智並有一點口吃的人，當他試圖說話時（情景經常會提示他長篇大論），他會卡住並說出聽起來淫穢的詞，而其他角色會試圖解釋他要說的內容或取笑他，從而使事情變得混亂。他也很容易因為口吃無法表達自己的意思而感到憤怒。
他通常被分類為老角色（Vecchio）中的一員，且經常作為戀人（innamorati）之一出現。他的社會地位是多樣的，有時是法警、有時是律師、有時是公證人或化學家。劇作家卡洛·戈齊將他塑造為一個政治家，也是這名角色此後的樣貌。達達利亞戴著一頂大氈帽，穿著寬大的斗篷和過大的靴子，配戴長劍，蓄著大鬍子並且擁有很大的鼻子。他通常代表下層勞工階級，但有時也會代表中上層階級。
達達利亞面具於 1610 年左右出現在那不勒斯。演員 Ottavio Ferrarese 和 Beltrani da Verona 成為這名角色的第一批演員之一。這種面具在17世紀下半葉廣為流行。在18世紀，演員 Agostino Fiorilli 和 Antonio Sacchi 在卡洛·戈齊的戲劇中扮演了這個角色，但對於卡洛·戈齊來說，這個面具並不如此侷限。在他的戲劇中，這個面具也可以由大臣（烏鴉）或是皇子（三橙之戀）配戴。

## 其他同名角色
在皮埃特羅·馬斯卡尼的歌劇《Le maschere》中，達達利亞作為僕人之一出現，他的詠嘆調Quella è una strada中要求他說話結巴。
在費魯喬·布梭尼的歌劇《杜蘭朵》中，其中一個角色是達達利亞。
廣播犯罪劇《Broadway Is My Beat》中，吉諾·達達利亞（Gino Tartaglia）由查爾斯·卡爾弗特（Charles Calvert）飾演。
米哈遊出品的遊戲《原神》中，至冬國愚人眾執行官第11席「公子」，又名達達利亞。

## 外部連結
1. ↑  .   [2022-05-22]. （原始内容存档于2022-06-12）.